# فیلیپ وند وال
فیلیپ وند وال (انگلیسی: Philippe Vande Walle؛ زادهٔ ۲۲ دسامبر ۱۹۶۱) یک بازیکن فوتبال اهل بلژیک است.
وی همچنین در تیم ملی فوتبال بلژیک بازی کرده‌است.